# Francisco de Hermosa
Francisco Antonio de Hermoza y Revilla, primer conde de Torre-Hermoza (Pámanes, Cantabria, 1657 - Madrid, 15 de diciembre de 1714) fue un noble y empresario español, caballero de la Orden de Calatrava, gentilhombre de Cámara de su Majestad, miembro del Consejo de la Cruzada y veinticuatro de Sevilla.

## Biografía
Francisco de Hermoza nació en 1657 en la localidad cántabra de Pámanes, perteneciente al municipio de Liérganes, siendo hijo de Juan Manuel de Hermoza y Avellano y de Josefa de Revilla y Gallo.
A los doce años fue encomendado al hermano de su padre, Antonio de Piña Hermoza, por aquel entonces obispo de Jaén y anteriormente presidente de la Real Audiencia y Chancillería de Valladolid y obispo de Salamanca. A la muerte de su tío, Hermoza entró al servicio del duque de Arcos de la Frontera. Su primer matrimonio fue con María Núñez de Prado, miembro de una familia noble andaluza propietaria de grandes olivares. Tras este ventajoso matrimonio, alcanzó el puesto de Gobernador de la villa de Rota. Después de enviudar, se trasladó a Sevilla, donde emprendió diversos negocios que contribuyeron a aumentar su fortuna, en esta ciudad se casó con Manuela Hidalgo de León.
A partir de 1702 aprovisionó al ejército del rey, Felipe V, en su defensa de Andalucía. Un año después, en 1703, se trasladó a Madrid y tras enviudar por segunda vez se casó con Teresa González Lanzas. Durante la guerra de sucesión española (1701-1713) se decantó por el bando de la Casa de Borbón, lo que le valió el otorgamiento del título de conde de Torre-Hermosa, el 12 de enero de 1706.
En 1704 o 1710 mandó remodelar el palacio y la torre de Elsedo en su pueblo natal a Francisco de Agüero pero hasta 1716, ya fallecido Francisco de Hermoza, no finalizaron las obras; restauró la torre señorial, levantó la capilla y nuevas estancias (habitaciones y servicios).
Francisco de Hermoza falleció en Madrid, el 15 de diciembre de 1714, le sucedió como conde su hija, Ana Antonia de Hermoza Núñez de Prado.